# Crioa oostigma
Crioa oostigma là một loài bướm đêm trong họ Noctuidae.